# گوردون تالک
گوردون تالک (انگلیسی: Gordon Tullock؛ ۱۳ فوریهٔ ۱۹۲۲ – ۳ نوامبر ۲۰۱۴) اقتصاددان و استاد حقوق و اقتصاد در مدرسه حقوق دانشگاه جرج میسن بود. او بیش از همه به خاطر کارش بر قضیه انتخاب عمومی، اعمال تفکر اقتصادی بر مسایل سیاسی شناخته می‌شود. او از چهره‌های بنیانگذار در این زمینه است.